# Cheddar de la Isla de Mull
El cheddar de la Isla de Mull es queso cheddar muy fuerte de color blanco con una vena azul de las Hébridas Interiores, en Escocia. Se elabora con leche de vaca no pasteurizada.

## Producción
Las vacas de la granja Sgriob-ruadh son criadas con hierba además de cereales fermentados de la destilería Tobermory como forraje. La leche se lleva directamente a las cubas de la quesería sin ser pasteurizada. El color marfil del queso es más pálido que el de muchos otros cheddars y presenta algunas venas azules en los bordes, con un sabor un poco más de nuez que otros cheddars.
Jeff y Chris Reade comenzaron a hacer el queso en la década de 1980 y sus hijos se involucraron más tarde. Jeff Reade murió en abril de 2013 y fue homenajeado en los British Cheese awards. En 2003, el rebaño se conformaba mayoritariamente por vacas frisonas.